# リカヴァリー
『リカヴァリー』（Recovery）は、エミネムの11枚目のオリジナルアルバム。2010年6月18日に発売された。2010年世界で最も売れたアルバムであり、第53回グラミー賞最優秀ラップアルバムを受賞した。

## 収録曲
1. コールド・ウィンド・ブロウズ - Cold Wind Blows [5:04]
2. トーキン・2・マイセルフ feat.KOBE - Talkin' 2 Myself(featuring Kobe) [5:00]
3. オン・ファイアー - On Fire[3:34]
4. ウォント・バック・ダウン feat.P!NK - Won't Back Down (featuring Pink) [4:26]
5. W.T.P.[3:58]
6. ゴーイング・スルー・チェンジズ - Going Through Changes [4:59]
7. ノット・アフレイド - Not Afraid[4:08]
8. セダクション - Seduction[4:35]
9. ノー・ラヴ feat.リル・ウェイン - No Love(featuring Lil Wayne) [5:00]
10. スペース・バウンド - Space Bound [4:39]
11. シンデレラ・マン - Cinderella Man [4:39]
12. 25・トゥ・ライフ - 25 to Life [4:02]
13. ソー・バッド - So Bad [5:25]
14. オールモスト・フェイマス - Almost Famous [4:53]
15. ラヴ・ザ・ウェイ・ユー・ライ feat.リアーナ - Love the Way You Lie (featuring Rihanna) [4:23]
16. ユア・ネヴァー・オーヴァー - You're Never Over [5:06]
17. アンタイトルド - Untitled [3:14]

iTunes Store Deluxe Edition ボーナストラック
1. ライダズ - Ridaz [5:00]
2. セッション・ワン feat.スローターハウス - Session One (featuring Slaughterhouse) [4:28]
3. ノット・アフレイド(ミュージック・ビデオ) - Not Afraid (music video) [4:08]